# Френско училище за Далечния изток
Френското училище за Далечния изток (на френски: École Française d'Extrême-Orient, EFEO) е научна, учебна, културна и професионална организация в Париж под патронажа на министъра на висшето образование и научните изследвания на Република Франция.
Занимава се с научни изследвания, основно чрез теренна работа, на азиатските цивилизации, предимно в Южна, Югоизточна и Източна Азия. Днес обединява 42 учени ориенталисти – археолози, антрополози, историци на архитектурата, историци, историци на изкуството, лингвисти, филолози и специалисти по епиграфика.
Учените на EFEO работят в сътрудничество с местни институции (министерства, университети, научни центрове) и участват в обучението на млади учени в страните, в които работят. EFEO организира международни срещи на учени и участва в организацията на колоквиуми и работни семинари в областта на своите научни интереси. Публикува резултатите от работата на своите членове и подпомага издаването на трудове на университетски учени.
Създадена в Сайгон от Академията за писменост и литература през 1898 г., Археологическата мисия в Индокитай се превръща във Френско училище за Далечния изток (EFEO) на 20 януари 1900 г., при което седалището ѝ се премества в Ханой. В началото нейната мисия е била да работи в областта на археологическите изследвания, събирането на ръкописи, консервацията на паметници, изучаването на лингвистичното наследство на Френски Индокитай и да допринесе, от друга страна, за изучаването на всички азиатски цивилизации от Индия до Япония.
EFEO постепенно се организира чрез създаването в Ханой на библиотека и музей. През 1907 г. получава правото да извърши консервацията на селището-паметник Ангкор в Камбоджа. Именно под ръководството на археолозите и архитектите от EFEO се предприемат работите по възстановяването на древното селище на кхмерските царе, а след това и големите възстановителни работи по метода на анастилозата. Представеният през 1970 г. обект Ангкор е сред най-големите археологически обекти в света.
Вследствие на политическите събития през 1957 г. EFEO е принудена да напусне Ханой, а после и Камбоджа. Централното седалище на EFEO се премества в Дома на Азия в Париж, авеню Président Wilson № 22, през 1968 г. EFEO променя и начина си на действие. През 1955 г. в Пондичери, Индия, е открит постоянен център, занимаващ се с исторически и индоложки изследвания. В Джакарта, Индонезия постоянен център на EFEO действа от края на 1950 г., а в него работят както специалисти по религиозна епиграфика, така и археолози. През 1968 г. в Киото, Япония, е създаден Институтът „Хобогирин“, където специалисти по история на будизма обитават пристройка на големия храм „Дзен Шококуджи“. В Чианг Май, Северен Тайланд през 1975 г. е открит изследователски център за изучаване на древните будистки текстове от региона.
През 1987 г. е създаден клон в Куала Лумпур, Малайзия, а през 1989 г. - в Хонконг, където EFEO е подслонен от Китайския университет. В Камбоджа EFEO отваря отново центъра си в Пном Пен през 1990 г. Успоредно с това през 1993 г. подписаната конвенция с лаоски висши служители позволява да се отвори постоянен център във Виентян, а споразумението с виетнамското държавно ръководство довежда до повторното отваряне на центъра на EFEO в Ханой. Укрепвайки своето присъствие в Китай, EFEO създава през 1992 г. център на Тайпей, в лоното на Китайската академия (Academia Sinica), а през 1997 г. - в Пекин. Създадени са и 2 клона на EFEO - в Токио и в Сеул, през 1994 г.